# Conception Harbour
Conception Harbour es un pueblo canadiense situado en la provincia de Terranova y Labrador.

## Superficie
Conception Harbour tiene una superficie de 21,47 km².

## Demografía
En 2021, tenía 624 habitantes, una densidad poblacional de 29,1 hab./km², y 330 viviendas.